# Musée Marmottan Monet
Musée Marmottan Monet är ett konstmuseum i Paris sextonde arrondissement. Det grundades 1883 av finansmannen Jules Marmottan, vars son konsthistorikern Paul Marmottan 1932 överlät samlingarna till Institut de France. I samlingen ingår framför allt impressionistiska målningar, bland annat innehar museet världens största samling av Claude Monets verk efter en donation av sonen Michel Monet 1966.

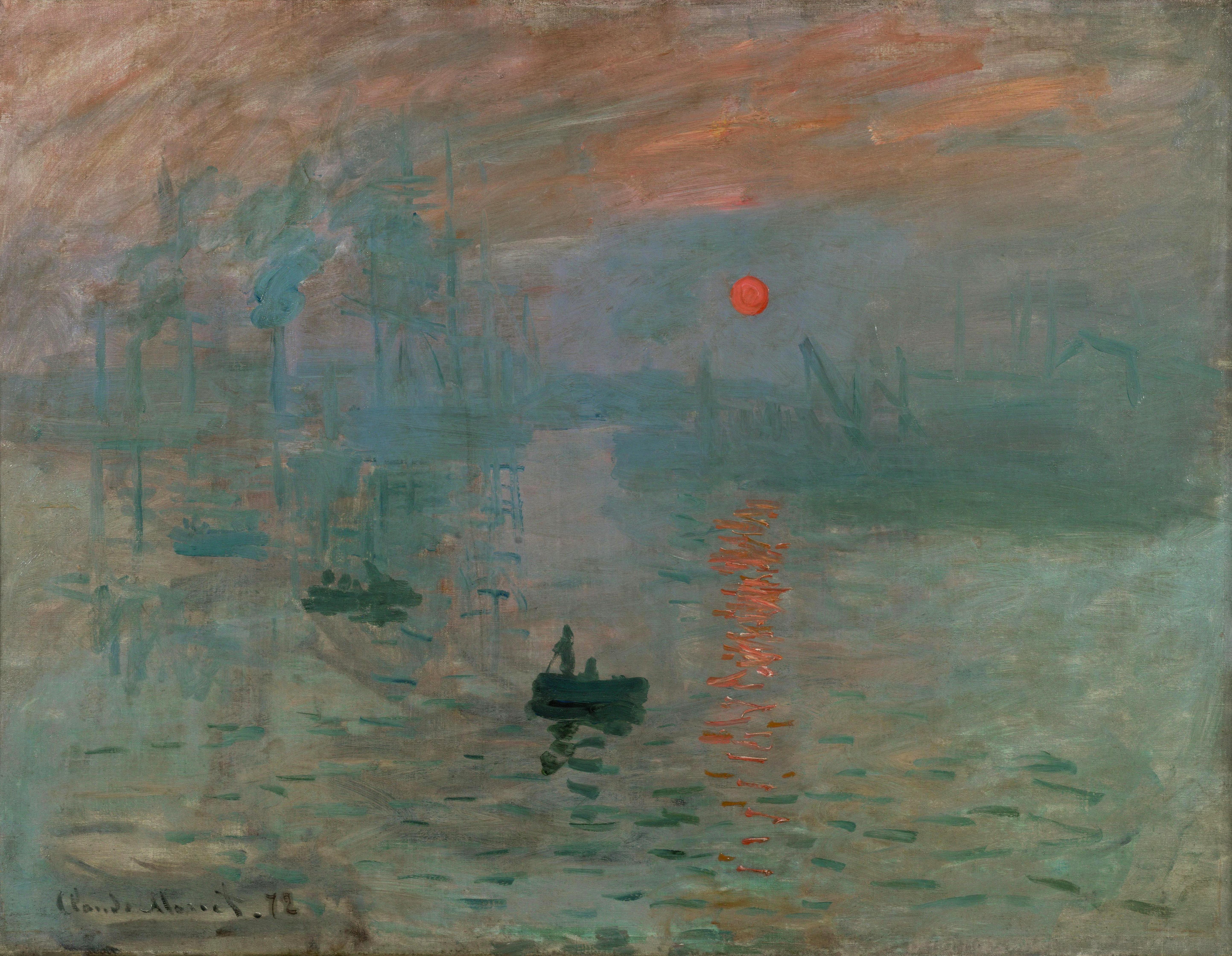
Claude Monets målning Impression. Soluppgång är utställd på Musée Marmottan Monet.